# Olympische Sommerspiele 2004/Teilnehmer (Malta)
| Gelbes Symbol für Goldmedaillen mit stilisierten Olympischen Ringen | Graues Symbol für Silbermedaillen mit stilisierten Olympischen Ringen | Braundes Symbol für Bronzemedaillen mit stilisierten Olympischen Ringen |
| ------------------------------------------------------------------- | --------------------------------------------------------------------- | ----------------------------------------------------------------------- |
| —                                                                   | —                                                                     | —                                                                       |

Malta nahm an den Olympischen Sommerspielen 2004 in der griechischen Hauptstadt Athen mit sieben Sportlern, drei Frauen und vier Männern, teil.
Seit 1928 war es die 13. Teilnahme Maltas bei Olympischen Sommerspielen.

## Flaggenträger
Der Sportschütze William Chetcuti trug die Flagge Maltas während der Eröffnungsfeier im Olympiastadion.

## Teilnehmer nach Sportarten

### Judo
- Frauen Mittelgewicht (bis 57 kg)
  - Marcon Bezzina

### Leichtathletik
- Männer 100 m
  - Darren Gilford
- Frauen 800 m
  - Tanya Blake

### Schießen
- Männer Doppel Trap
  - William Chetcuti (9.)

### Schwimmen
- Männer 400 m Freistil
  - Neil Agius (46.)
- Frauen 100 m Schmetterling
  - Angela Galea (36.)

### Segeln
- Männer Laser Radial
  - Mario Aquilina